# Apolonski asteroid
Apolonski asteroid (tudi Apolonec) je član skupine Zemlji bližnjih asteroidov (NEAs). Skupina je dobila ime po asteroidu 1862 Apolon, ki so ga prvega te skupine odkrili. Odkril ga je Karl Wilhelm Reinmuth 24. aprila 1932. Imenoval ga je po Apolonu iz grške mitologije. Asteroid Apolon ima tudi manjšo luno, ki ga obroža.
Tirnice te skupine asteroidov sekajo tirnico Zemlje okoli Sonca. Imajo veliko polos večjo kot Zemlja. Nekateri pridejo na svoji poti zelo blizu Zemlje, zato predstavljajo nevarnost, da pride do trka z njimi. Največji apolonski asteroid je 1866 Sizif s premerom okoli 10 km.
Najbolj znani apolonski asteroidi so:
| Ime asteroida          | Leto odkritja | Odkritelj                                     |
| ---------------------- | ------------- | --------------------------------------------- |
| 2006 SU49              | 2006          | Spacewatch                                    |
| 2004 SU14              | 2004          | LINEAR                                        |
| 2004 AS1               | 2004          | LINEAR                                        |
| 2002 TD 66             | 2002          | LINEAR                                        |
| 1998 KY26              | 1998          | Spacewatch                                    |
| 1997 XR2               | 1997          | LINEAR                                        |
| 69230 Hermes           | 1937          | Karl Wilhelm Reinmuth                         |
| (53319) 1999 JM8       | 1999          | LINEAR                                        |
| (52760) 1998 ML14      | 1998          | LINEAR                                        |
| (35396) 1997 XF11      | 1997          | Spacewatch                                    |
| (29075) 1950 DA        | 1950          | Carl Alvar Wirtanen                           |
| 25143 Itokava          | 1998          | LINEAR                                        |
| 6489 Golevka           | 1991          | Eleanor Francis Helin                         |
| 4769 Kastalia          | 1989          | Eleanor Francis Helin                         |
| 4660 Nereus            | 1982          | Eleanor Francis Helin                         |
| 4581 Asklep            | 1989          | Henry E. Holt, Norman G. Thomas               |
| 4486 Mitra             | 1987          | Eric Walter Elst, Vladimir Georgiev Škodrov   |
| (4197) 1982 TA         | 1982          | Eleanor Francis Helin, Eugene Merle Shoemaker |
| 4183 Kuno              | 1959          | Cuno Hoffmeister                              |
| 4179 Toutatis          | 1989          | Christian Pollas                              |
| 4015 Wilson-Harrington | 1979          | Eleanor Francis Helin                         |
| 3200 Faeton            | 1983          | Simon F. Green, John K. Davies / IRAS         |
| 2101 Adonis            | 1936          | Eugène Joseph Delporte                        |
| 2063 Bakhus            | 1977          | Charles Thomas Kowal                          |
| 1866 Sizif             | 1972          | Paul Wild                                     |
| 1862 Apolon            | 1932          | Karl Wilhelm Reinmuth                         |
| 1685 Toro              | 1948          | Carl Alvar Wirtanen                           |
| 1620 Geograf           | 1951          | Albert George Wilson, Rudolph Minkowski       |
| 1566 Ikar              | 1949          | Walter Baade                                  |